# 2월 7일
2월 7일은 그레고리력으로 38번째(윤년일 경우도 38번째) 날에 해당한다.

## 사건
- 457년 - 레오 1세가 동로마 제국의 황제로 추대되었다.
- 1948년 - 미군정 지역에서 2·7 사건이 발생했다.
- 1951년 - 한국전쟁 중 산청·함양 양민학살 사건이 일어났다.
- 1964년 - 비틀즈가 미국을 첫 방문, 2월 9일 《에드 설리번 쇼》에 출연했다.
- 1967년 - 전통 야당의 맥을 이은 신민당 창당
- 1968년 - 경전선 진주~광양 구간 철도가 완전개통했다.
- 1974년 - 그레나다가 영국으로부터 독립
- 1992년 - 마스트리히트 조약 체결
- 2010년 -
  - 대한민국의 전 야구선수인 임수혁이 10년 가까운 투병 생활 끝에 사망하였다.
  - 코스타리카 대통령 선거에서 라우라 친치아가 대통령에 당선되면서, 코스타리카 사상 첫 여성 대통령이 탄생하였다.
  - 우크라이나 대통령 선거에서 빅토르 야누코비치가 대통령에 당선되면서 정권이 교체되었다.
  - 중화민국 화롄 동남쪽 165km 떨어진 해상에서 진도 6.3의 지진이 발생하였다.
- 2012년 -
  - 필리핀에서 진도 6.8의 강진이 발생하여 43명이 사망하는 등의 인명 피해가 발생하다.
  - 미국의 기업 및 단체 75개가 연합하여 SOPA, PIPA에 대한 반대 공개서한을 미국 의회로 발송하다.
- 2013년 - 박근혜 대통령 당선자와 황우여 새누리당 대표 및 문희상 민주통합당 비상대책위원장이 조선민주주의인민공화국 핵문제와 관련하여 긴급회동을 열다.
- 2014년 -
  - 파키스탄 정부의 친미정책에 반대하여 7년 간 반군활동을 하던 탈레반이 파키스탄 정부와 평화협상을 시작하다.
  - 영국 노퍽주의 해안가에서 80만 년 전 인간의 발자국 50여 개가 발견되다.
- 2016년 - 조선민주주의인민공화국이 오전 9시(한국 시각 오전 9시 30분) 평안북도 철산군 동창리 미사일 기지에서 장거리 로켓(미사일)을 발사하였다.

## 문화
- 1983년 - 공익광고협의회의 명칭이 변경되었다.
- 2014년 - 러시아 소치에서 2014년 동계 올림픽이 개막되었다.
- 2018년 - 부산외곽순환고속도로 진영 분기점 ~ 노포 분기점 구간이 개통되었다.

## 탄생
- 1102년 - 잉글랜드 최초의 통치자 마틸다. (~1167년)
- 1478년 - 영국의 법률가, 작가 토머스 모어. (~1535년)
- 1808년 - 미국의 정치인 헨리 툴 클라크. (~1874년)
- 1812년 - 영국의 소설가 찰스 디킨스. (~1870년)
- 1867년 - 미국의 작가 로라 잉걸스 와일더. (~1957년)
- 1870년 - 오스트리아의 정신의학자, 심리학자 알프레트 아들러. (~1937년)
- 1877년 - 영국의 수학자 고드프리 해럴드 하디. (~1947년)
- 1879년 - 프랑스의 작곡가 자크 코포. (~1949년)
- 1885년 - 미국의 작가 싱클레어 루이스. (~1951년)
- 1905년 - 스웨덴의 생리학자, 연구원 울프 폰 오일러. (~1983년)
- 1906년 - 청나라의 마지막 황제 푸이. (~1967년)
- 1914년 - 대한민국의 정치인 이호. (~1997년)
- 1932년 - 폴란드의 수학자 얀 미치엘스키. (~2025년)
- 1933년 - 대한민국의 정치인 류갑종. (~2014년)
- 1934년 - 바시키르 공화국의 정치인 무르타자 라히모프. (~2023년)
- 1935년 - 대한민국의 정치인 최희욱. (~2023년)
- 1939년 - 대한민국의 작가 윤대성. (~2025년)
- 1940년 - 대한민국의 대금, 아쟁 명인 서용석. (~2013년)
- 1942년 - 대한민국의 정치인 조영재. (~2012년)
- 1946년 - 미국의 기업인 톰 힉스.
- 1947년 - 미국의 성우 웨인 올와인. (~2009년)
- 1950년 - 이탈리아의 축구 선수 마우로 벨루지. (~2021년)
- 1952년
  - 대한민국의 기업인 김승연.
  - 미국의 정치인 존 히컨루퍼.
- 1954년 - 대한민국의 전문직업인 김성.
- 1955년 - 미국의 배우 미겔 페러. (~2017년)
- 1959년
  - 대한민국의 언론인 변상욱.
  - 아일랜드의 전 축구 선수, 현 축구 감독 믹 매카시.
- 1960년
  - 대한민국의 경제학자 정태인. (~2022년)
  - 일본의 성우, 연극배우 마츠모토 야스노리.
  - 미국의 배우 제임스 스페이더.
- 1962년
  - 대한민국의 군인 김병주.
  - 대한민국의 의사, 질병관리청장 지영미.
  - 아르헨티나의 테너 가수 마르첼로 알바레스.
  - 영국의 배우, 희극인 에디 이저드.
- 1965년 - 미국의 배우 크리스 록.
- 1966년
  - 대한민국의 정치인 이정미.
  - 동독의 수영 선수 크리스틴 오토.
- 1968년
  - 대한민국의 성우 이철용.
  - 대한민국의 배우 김민상.
- 1970년 - 대한민국의 교육인, 정치인 윤희숙.
- 1971년
  - 대한민국의 성우 유동균.
  - 대한민국의 연극배우, 정치인 오신환.
- 1972년
  - 대한민국의 영화배우 권지수.
  - 미국의 배우 로빈 라이블리.
- 1973년 - 일본의 성우, 가수 소노자키 미에.
- 1974년
  - 일본의 DJ 누자베스.
  - 미국의 힙합 프로듀서 제이 딜라.
  - 대한민국의 희극인 윤석주.
  - 캐나다의 농구 선수 스티브 내시.
- 1975년
  - 대한민국의 만화가, 드로잉 아티스트 김정기. (~2022년)
  - 대한민국의 만화가 윤서인.
  - 프랑스의 유튜버 레미 가이야르.
- 1976년 - 대한민국의 성우 김은아.
- 1977년 - 일본의 축구 선수 미야모토 쓰네야스.
- 1978년
  - 대한민국의 일러스트레이터 김형태.
  - 미국의 배우 애슈턴 쿠처.
  - 벨기에의 전 축구 선수 다니엘 판 바위턴.
- 1979년
  - 일본의 성우 이시게 사와.
  - 예멘의 사회운동가 타우왁쿨 카르만
- 1980년
  - 대한민국의 가수, 영화 배우 이정현.
  - 대한민국의 희극인 겸 MC 김인석.
- 1981년
  - 대한민국의 배우 이봉련.
  - 대한민국의 가수 제이드.
- 1982년
  - 대한민국의 희극인 김민정.
  - 대한민국의 응원단장 김상헌.
  - 일본의 배우 무카이 오사무.
- 1983년
  - 대한민국의 배우 손석구.
  - 대한민국의 배우 차승호.
- 1984년 - 대한민국의 트로트 가수 신수아.
- 1985년 - 대한민국의 가수 이은정.
- 1986년
  - 대한민국의 가수 김현.
  - 카자흐스탄의 유도 선수 막심 라코프.
  - 일본의 아이돌 우에무라 아야코.
- 1987년
  - 일본의 방송인 아키바 리에.
  - 스웨덴의 축구 선수 구스타브 스벤손.
  - 대한민국의 축구 선수 박지영.
- 1988년
  - 대한민국의 배우 이준 (엠블랙).
  - 일본의 가수 카고 아이.
  - 대한민국의 가수, 래퍼 제이통.
  - 대한민국의 배우 정수인.
- 1989년
  - 대한민국의 가수 오제.
  - 대한민국의 배우 정욱진.
- 1990년 - 대한민국의 가수 한승찬.
- 1991년 - 대한민국의 배우 김우혁.
- 1992년
  - 일본의 가수 야지마 마이미 (℃-ute).
  - 스페인의 축구 선수 세르지 로베르토.
  - 대한민국의 전 리그 오브 레전드 프로게이머 로코도코.
  - 대한민국의 희극인 임성욱.
  - 대한민국의 인터넷 방송인 이설.
  - 프랑스의 가수, 싱어송라이터 제인.
- 1993년 - 우루과이의 축구 선수 디에고 락살트.
- 1994년
  - 대한민국의 가수 김진환 (iKON).
  - 대한민국의 전직 리그 오브 레전드 프로게이머 구거.
- 1995년 - 대한민국의 가수 김바울.
- 1996년
  - 대한민국의 리그 오브 레전드 프로게이머 내현.
  - 대한민국의 암벽등반 선수 천종원.
  - 일본의 성우, 배우 이나미 안주.
  - 일본의 배우 하기와라 마이.
  - 프랑스의 펜싱 선수 마농 브뤼네.
  - 독일의 배우 루비 O. 피.
- 1997년
  - 대한민국의 배우 박시우.
  - 이탈리아의 축구 선수 니콜로 바렐라.
  - 중국의 바둑 기사 한이저우.
  - 일본 도쿄의 배우, 성우 나나키 카논.
- 1998년
  - 대한민국의 배드민턴 선수 김가은.
  - 이탈리아의 축구 선수 미카엘 폴로룬쇼.
- 1999년
  - 일본의 배우 마츠모토 타마키.
  - 이집트의 축구 선수 오마르 마르무시.
- 2000년
  - 대한민국의 축구 선수 김진규.
  - 대한민국의 가수 시호.
- 2002년 - 대한민국의 가수 도하.
- 2003년 - 대한민국의 축구 선수 이현주.
- 2004년 - 대한민국의 치과의사 김기현.
- 2005년 - 이탈리아의 육상 선수 마티아 푸를라니.
- 2025년 - 스웨덴의 왕족 베스테르보텐 여공작 이네스 공주.

### 미상
- 대한민국의 방송기자 유한울.

## 사망
- 199년 - 중국 후한 말의 무장 여포. (?~)
- 590년 - 제63대 로마의 교황 교황 펠라지오 2세. (520년~)
- 1045년 - 제69대 일본의 천황 고스자쿠. (1009년~)
- 1799년 - 청나라의 제6대 황제 건륭제. (1711년~)
- 1878년 - 제255대 로마의 교황 교황 비오 9세. (1792년~)
- 1979년 - 대한민국의 화가 김은호. (1892년~)
- 1983년 - 미국의 사회학자 카를 C. 짐머만. (1897년~)
- 1986년 - 미국의 건축가, 뉴욕 세계 무역 센터의 설계자 미노루 야마사키. (1912년~)
- 1994년 - 폴란드의 작곡가 비톨트 루토스와프스키. (1913년~)
- 2000년 - 미국의 래퍼 빅 펀. (1971년~)
- 2007년 - 미국의 작가, 소설가 프레드 스테워트. (1932년~)
- 2010년 - 대한민국의 야구 선수 임수혁. (1969년~)
- 2017년
  - 미국의 배우 리처드 해치. (1945년~)
  - 스웨덴의 의사, 통계학자 한스 로슬링. (1948년~)
- 2018년 - 미국의 시인 존 페리 발로. (1947년~)
- 2019년
  - 대한민국의 외교관 주철기. (1946년~)
  - 미국의 야구 선수 프랭크 로빈슨. (1935년~)
  - 잉글랜드의 영화배우 앨버트 피니. (1936년~)
- 2020년
  - 대한민국의 영화 감독 이규형. (1957년~)
  - 중화인민공화국의 의사 리원량. (1986년~)
  - 미국의 영화배우 앤 E. 토드. (1931년~)
  - 미국의 영화배우 오슨 빈. (1928년~)
- 2021년 - 미국의 정치인 론 라이트. (1953년~)
- 2022년 - 대한민국의 노동운동가 박종근. (1938년~)
- 2023년 - 독일의 축구인 프리델 루츠. (1939년~)
- 2025년 - 대한민국의 가수 송대관. (1946년~)

## 기념일
- 북방 영토의 날 - 일본
- 그레나다 독립기념일
- 한국의 설날 - 2008년, 2027년, 2073년

## 같이 보기
- 전날: 2월 6일 다음날: 2월 8일 - 전달: 1월 7일 다음달: 3월 7일
- 음력: 2월 7일
- 모두 보기